# Distretto di Estique-Pampa
Il distretto di Estique-Pampa è un distretto del Perù, facente parte della provincia di Tarata, nella regione di Tacna.